# Stenodontus biguttatus
Stenodontus biguttatus är en stekelart som först beskrevs av Johann Ludwig Christian Gravenhorst 1829.  Stenodontus biguttatus ingår i släktet Stenodontus och familjen brokparasitsteklar. Inga underarter finns listade i Catalogue of Life.